# Alois Sandbichler

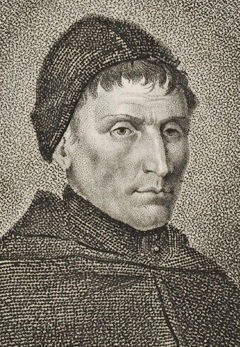
Porträt von 1803

Alois Sandbichler (auch Alois Sandbichler oder Aloysius Sandbichler; * 20. Februar 1751 in Rattenberg in Tirol als Anton Sandbichler; † 3. Februar 1820 in Salzburg) war ein Augustinerpater, Theologe und Hochschullehrer.

## Leben

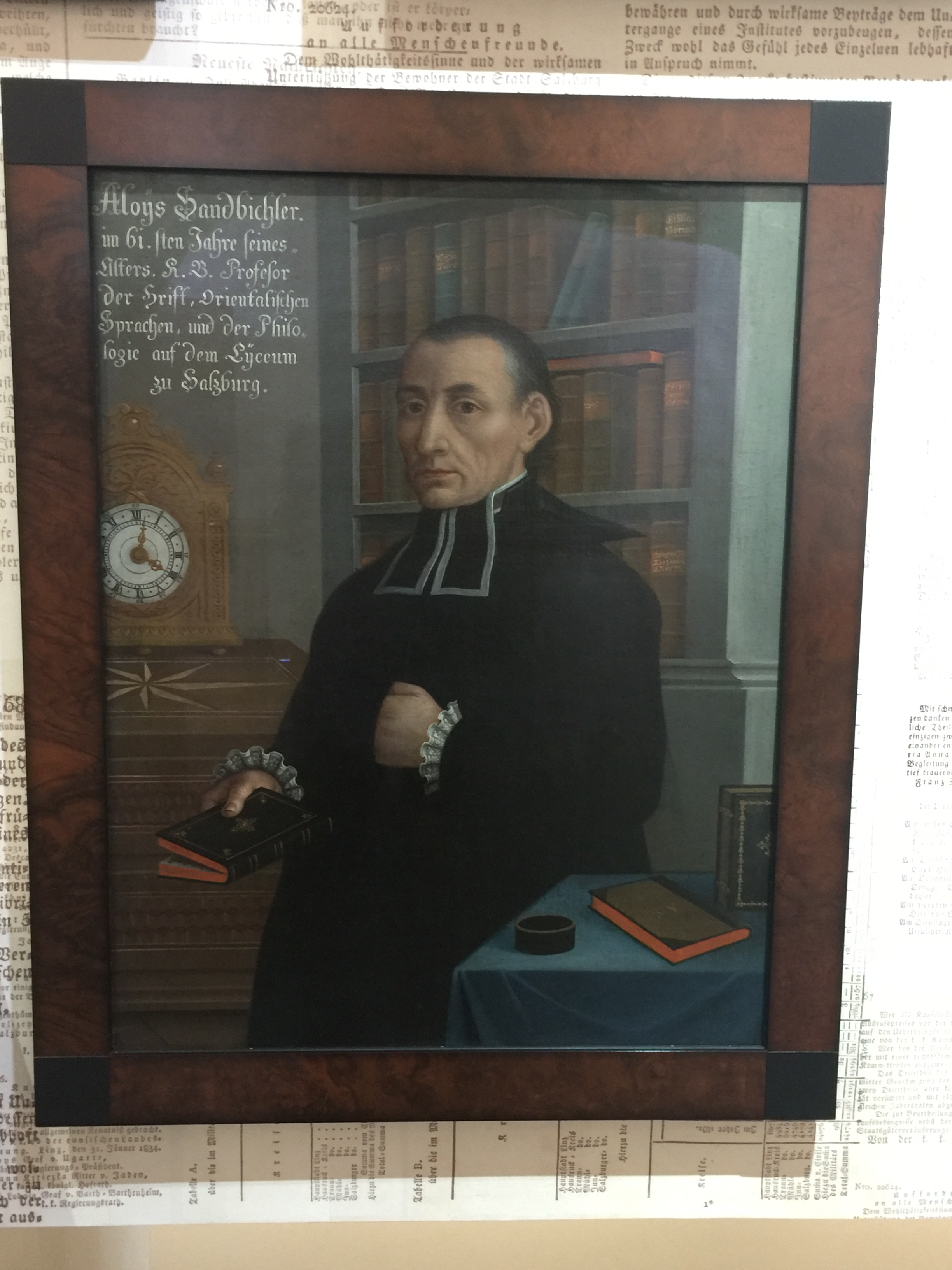
Alois Sandbichler

Sandbichler war Sohn eines Wirts. Er absolvierte zwischen 1766 und 1770 das Jesuitengymnasium in Hall in Tirol, bevor er 1770 in das Augustinerkloster in Rattenberg eintrat. Am 29. Oktober 1771 legte er im Augustinerkloster Mülln in Salzburg seine Ordensprofess ab. Dabei erhielt er den Ordensnamen Aloysius. In Mülln durchlief er in der Folgezeit die philosophischen und theologischen Studien und wurde am 8. April 1775 zum Priester geweiht. Er bekam im Kloster die Aufgabe des Bibliothekars und eines Lektors der Theologie und Philosophie übertragen. Ab 1780 lehrte er nur noch die Theologie. Daneben übernahm er von 1787 bis 1810 die Seelsorge am Arbeits- und Zuchthaus in Salzburg. 1792 wurde er außerdem Subprior des Klosters in Mülln.
Sandbichler erhielt diverse Rufe an Universitäten, die er alle ablehnte, um im Kloster in Mülln bleiben zu können. Trotzdem wurde er noch Hochschullehrer. 1810 berief ihn die neue bayerische Regierung als Professor für neutestamentliche Exegese und orientalische Sprachen an das Lyceum in Salzburg. 1818 bestätigte ihn die österreichische Regierung in diesem Amt.
Sandbichler erhielt am 5. November 1814 die philosophische Ehrendoktorwürde von der Universität Würzburg und am 27. Februar 1815 die theologische von der Universität Landshut.

## Werke (Auswahl)
- Pagellae volantes de causa decisa divisarum potestatum in legibus matrimonialibus impedimentorum dirimentium pro studio juris regii integri, Frankfurt und Leipzig 1782.
- Lasen die ersten Christen die heilige Schrift und wie lasen sie dieselbige?: zum unmaßgeblichen Bedenken für übertriebene Feinde, und Freunde des allgemeinen Bibellesens, Weisenhaus, Salzburg 1784.
- Des Horus Anmerkungen über die Propheten, Jesum, und seine Jünger, Wolff, Augsburg 1785.
- Ueber die Zuverläßigkeit des Grundtextes : ein Fragment von mehrern Abhandlungen über verschiedene Gegenstände der Schriftkunde, Frankfurt und Leipzig 1788.
- Abhandlung über die zweckmäßigen Mittel den hebräischen und griechischen Grundtext dem Wortsinne nach richtig zu verstehen, Duyle. Salzburg 1791.
- Vertheidigung der Göttlichkeit des Mosaischen Gesetzes und des alten Bundes gegen die neuesten Einwendungen: Vormahls in Briefen an Herrn Grafen Stephan Olivier Wallis, 4 Bände, Duyle, Salzburg 1797.
- Eine Stimme des Rufenden in der Wüste, oder Bemerkungen zu dem philologisch-kritischen und historischen Commentar über das neue Testament Herrn Heinrichs Eberhard's Gottlob's Paulus, 4 Bände, Haslinger, Linz 1804–1816.
- Darstellung der Regeln einer allgemeinen Auslegungskunst von den Büchern des n. und a. Bundes, Duyle, Salzburg 1813.